# Ansley (Royaume-Uni)
Pour les articles homonymes, voir Ansley.
Ansley est un village et une paroisse civile du Warwickshire, en Angleterre.

## Toponymie
Ansley est un toponyme d'origine vieil-anglaise. Il désigne vraisemblablement une clairière au milieu des bois (lēah) abritant un ermitage (ānsetl). Il est attesté pour la première fois sous la forme Hanslei dans le Domesday Book, compilé en 1086.

## Géographie
Ansley est un village du Warwickshire, un comté des Midlands de l'Ouest. Il se situe dans le nord de ce comté, à 8 km à l'est du centre-ville de Nuneaton. Le centre-ville de Birmingham se trouve à une trentaine de kilomètres à l'ouest. La ligne de chemin de fer Birmingham-Peterborough (en) passe au sud du village, la gare la plus proche est celle de Nuneaton.
Au Moyen Âge, Ansley relève du hundred de Hemlingford (en). Après l'abandon du système des hundreds, il est rattaché au district rural d'Atherstone (en) de 1894 à 1974, puis au district non métropolitain du North Warwickshire depuis 1974.
Pour les élections à la Chambre des communes, Ansley appartient à la circonscription de Nuneaton.

## Histoire
Ansley se situe historiquement au cœur de la forêt d'Arden (en), qui couvre une grande partie du Warwickshire et s'étend sur les comtés voisins du Staffordshire et du Worcestershire. Le Domesday Book indique qu'en 1066, les manoirs d'Ansley et Hartshill sont la propriété de la comtesse Godgifu (Godiva), veuve de Léofric de Mercie. Après la conquête normande de l'Angleterre, ces deux manoirs reviennent à un serviteur de Guillaume le Conquérant nommé Nicolas l'Archer (en).
Le manoir d'Ansley Hall est reconstruit dans la première moitié du XVIIIe siècle. Il est racheté vers 1879 par la Ansley Hall Coal and Iron Company, une entreprise qui exploite le charbon dans la région.

## Démographie
Au recensement de 2011, la paroisse civile d'Ansley, qui comprend également les villages et hameaux d'Ansley Common, Church End, Ansley Hall et Birchley Heath, comptait 2 207 habitants.
| Année | Population |
| ----- | ---------- |
| 1801  | 545        |
| 1811  | 590        |
| 1821  | 720        |
| 1831  | 773        |
| 1841  | 701        |
| 1851  | 700        |
| 1881  | 833        |
| 1891  | 951        |
| 1901  | 1 263      |
| 1911  | 1 850      |
| 1921  | 2 007      |
| 1931  | 2 071      |
| 1951  | 2 087      |
| 1961  | 2 462      |
| 2011  | 2 207      |

## Culture locale et patrimoine

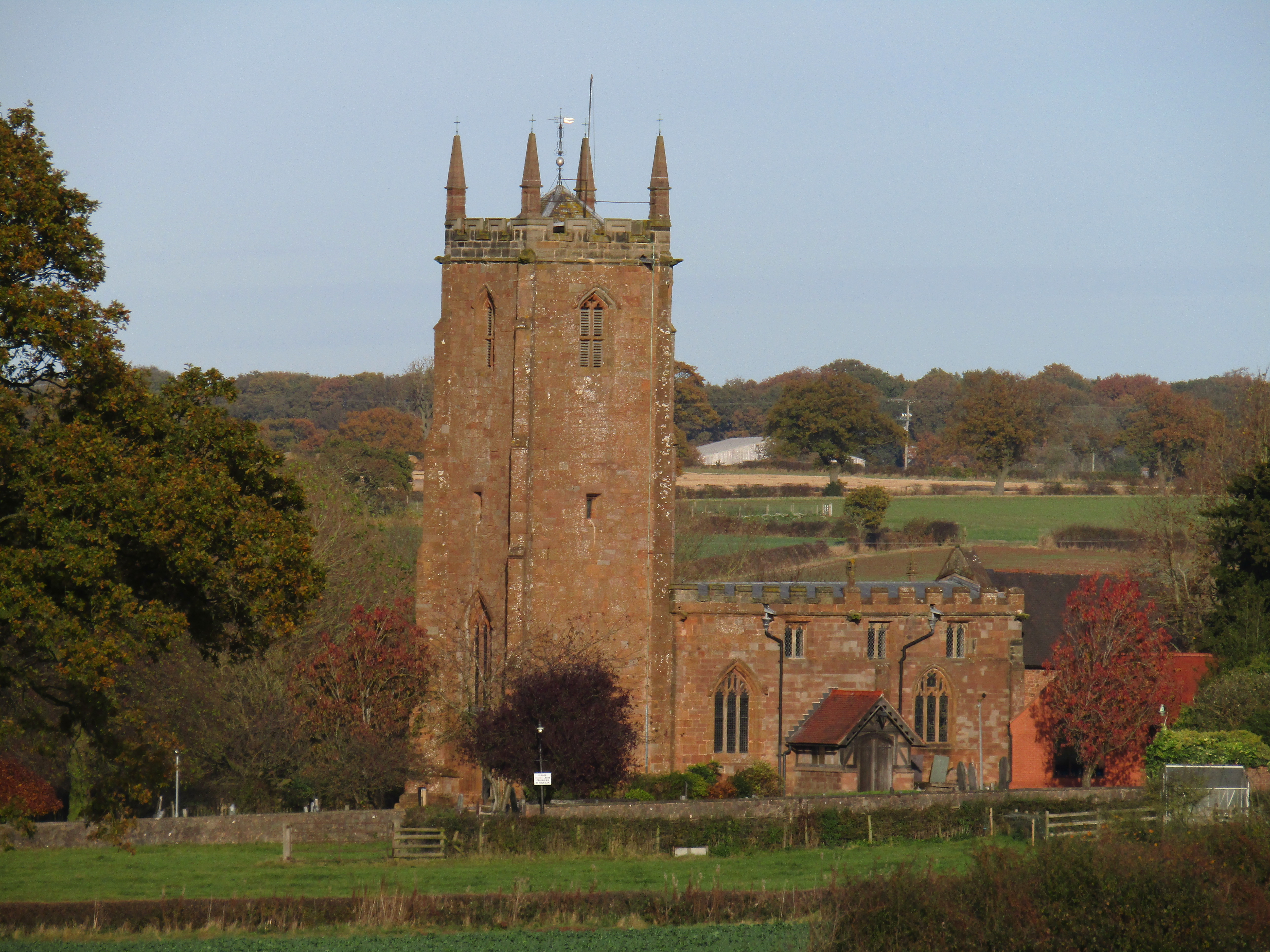
L'église Saint-Laurent d'Ansley.

L'église paroissiale d'Ansley est dédiée à saint Laurent. Elle remonte au milieu du XIIe siècle, avec une tour et une claire-voie ajoutées au XVe siècle et un porche ajouté au tournant du XXe siècle. Le chancel a été allongé au milieu du XVIIIe siècle et le collatéral nord construit en 1913. Elle est un monument classé de grade II* depuis 1968.